# Комо
Комо (італ. Como) — місто та комуна в Італії, у регіоні Ломбардія, столиця провінції Комо.
Комо розташоване на відстані близько 520 км на північний захід від Рима, 45 км на північ від Мілана.
Населення — 84 687 осіб (2014).
Щорічний фестиваль відбувається 31 серпня. Покровитель — Sant'Abbondio.

## Демографія
Населення за роками:

Станом на 1 січня 2023 року в муніципалітеті офіційно проживало 11 715 іноземців з 127 країн, серед них 1837 громадян країн Євросоюзу та 665 громадян України.

## Клімат
| COMO                          | Місяці | Місяці | Місяці | Місяці | Місяці | Місяці | Місяці | Місяці | Місяці | Місяці | Місяці | Місяці | Пора | Пора | Пора | Пора | Рік  |
| COMO                          | Січ    | Лют    | Бер    | Кві    | Тра    | Чер    | Лип    | Сер    | Вер    | Жов    | Лис    | Гру    | Зим  | Вес  | Літ  | Осі  | Рік  |
| ----------------------------- | ------ | ------ | ------ | ------ | ------ | ------ | ------ | ------ | ------ | ------ | ------ | ------ | ---- | ---- | ---- | ---- | ---- |
| Темп. макс. (°C)              | 6.6    | 8.8    | 12.7   | 17.1   | 21.1   | 25.4   | 28.3   | 27.1   | 23.6   | 18.1   | 11.6   | 7.7    | 7.7  | 17   | 26.9 | 17.8 | 17.3 |
| Темп. мін. (°C)               | 0.4    | 1.5    | 4.6    | 8.1    | 11.6   | 15.7   | 18.1   | 17.5   | 14.0   | 10.0   | 5.2    | 1.4    | 1.1  | 8.1  | 17.1 | 9.7  | 9    |
| Опади (мм)                    | 69     | 76     | 117    | 107    | 161    | 134    | 85     | 136    | 116    | 125    | 129    | 63     | 208  | 385  | 355  | 370  | 1318 |
| Дні опадів (≥ 1 мм)           | 6      | 6      | 8      | 9      | 12     | 10     | 7      | 9      | 7      | 7      | 8      | 6      | 18   | 29   | 26   | 22   | 95   |
| Абсолютна геліофанія (години) | 3.2    | 3.7    | 4.5    | 5.4    | 5.4    | 6.7    | 7.6    | 6.9    | 5.6    | 4.4    | 3.0    | 3.1    | 3.3  | 5.1  | 7.1  | 4.3  | 5    |

## Уродженці
- Джованні Інверніцці (*1963) — італійський футболіст, півзахисник, згодом — футбольний тренер.

- Умберто Коломбо (*1933) — італійський футболіст, півзахисник.
- Емільяно Маскетті (*1943) — відомий у минулому італійський футболіст, півзахисник, згодом — спортивний функціонер.
- Луїджі Мероні (*1943 — †1967) — відомий у минулому італійський футболіст, фланговий півзахисник.
- Габріеле Оріалі (*1952) — відомий у минулому італійський футболіст, опорний півзахисник, згодом — спортивний функціонер.

## Сусідні муніципалітети
- Блевіо
- Брунате
- Кап'яго-Інтім'яно
- Казнате-кон-Бернате
- Кавалласка
- Черноббіо
- К'яссо
- Грандате
- Ліпомо
- Мазліаніко
- Монтано-Лучино
- Сан-Фермо-делла-Батталья
- Сенна-Комаско
- Тавернеріо
- Торно
- Вакалло

## Спорт
«Комо» (італ. Como) — італійський футбольний клуб. Домашні матчі проводить на стадіоні «Джузеппе Сінігалья», який вміщує 13 602 глядача.

## Міста-побратими
- Єлгава, Латвія (2016)[5]
- Наблус, Палестинська держава
- Нетанья, Ізраїль (31 жовтня 2004)[6]
- Токамачі, Японія
- Фульда, Німеччина

## Галерея

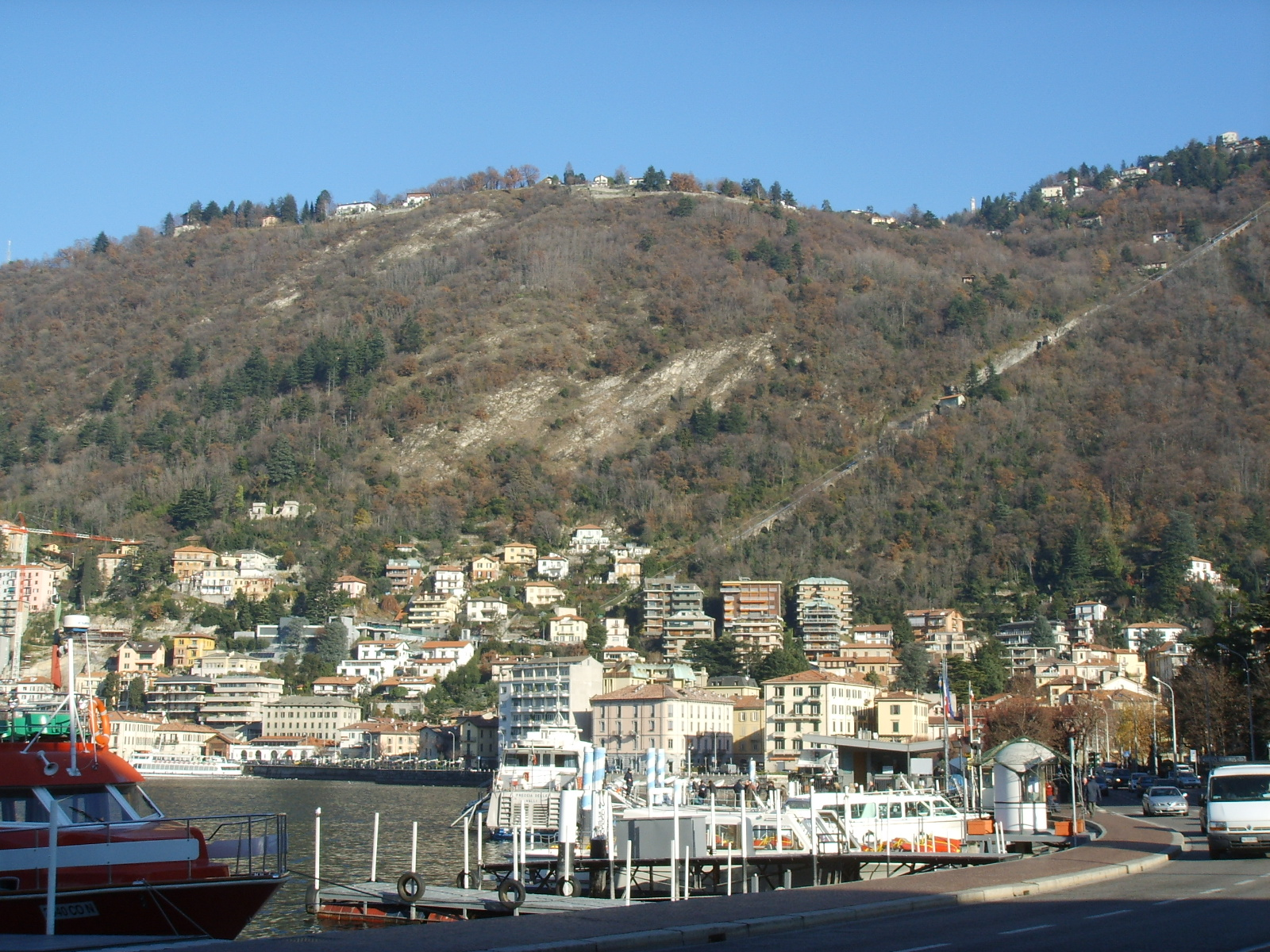
Funicolare Como — Brunate
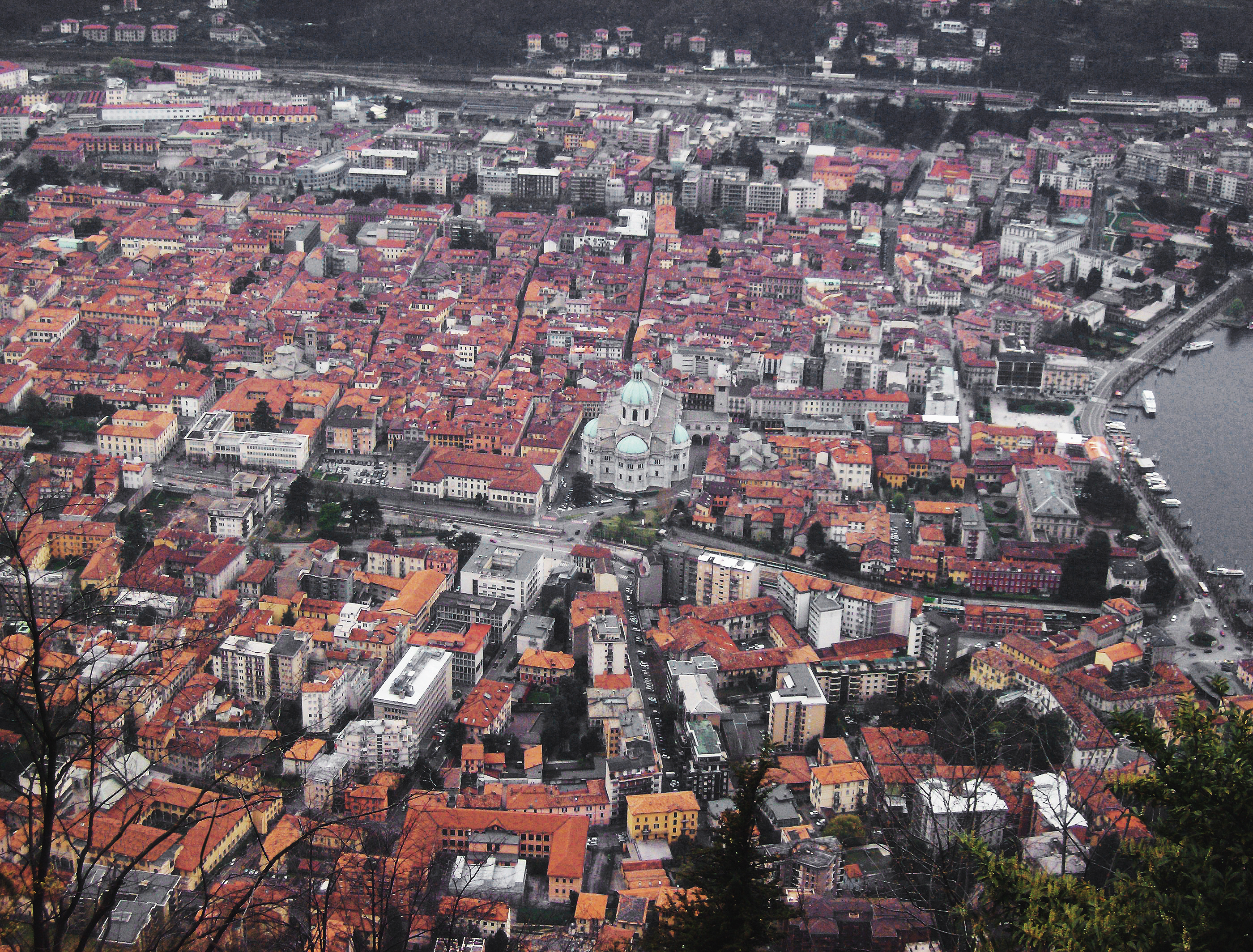
Veduta di Como da Brunate
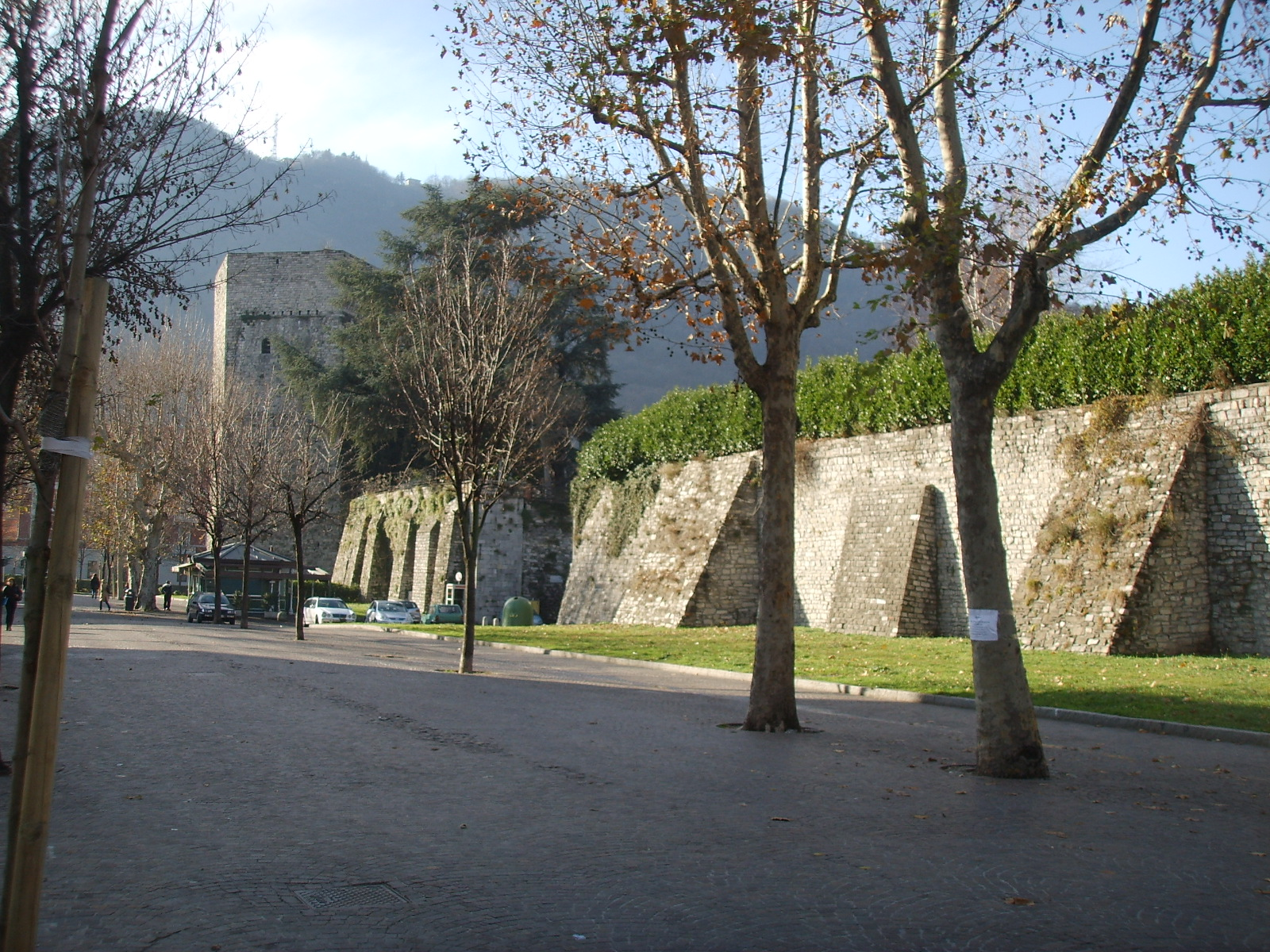
Le mura
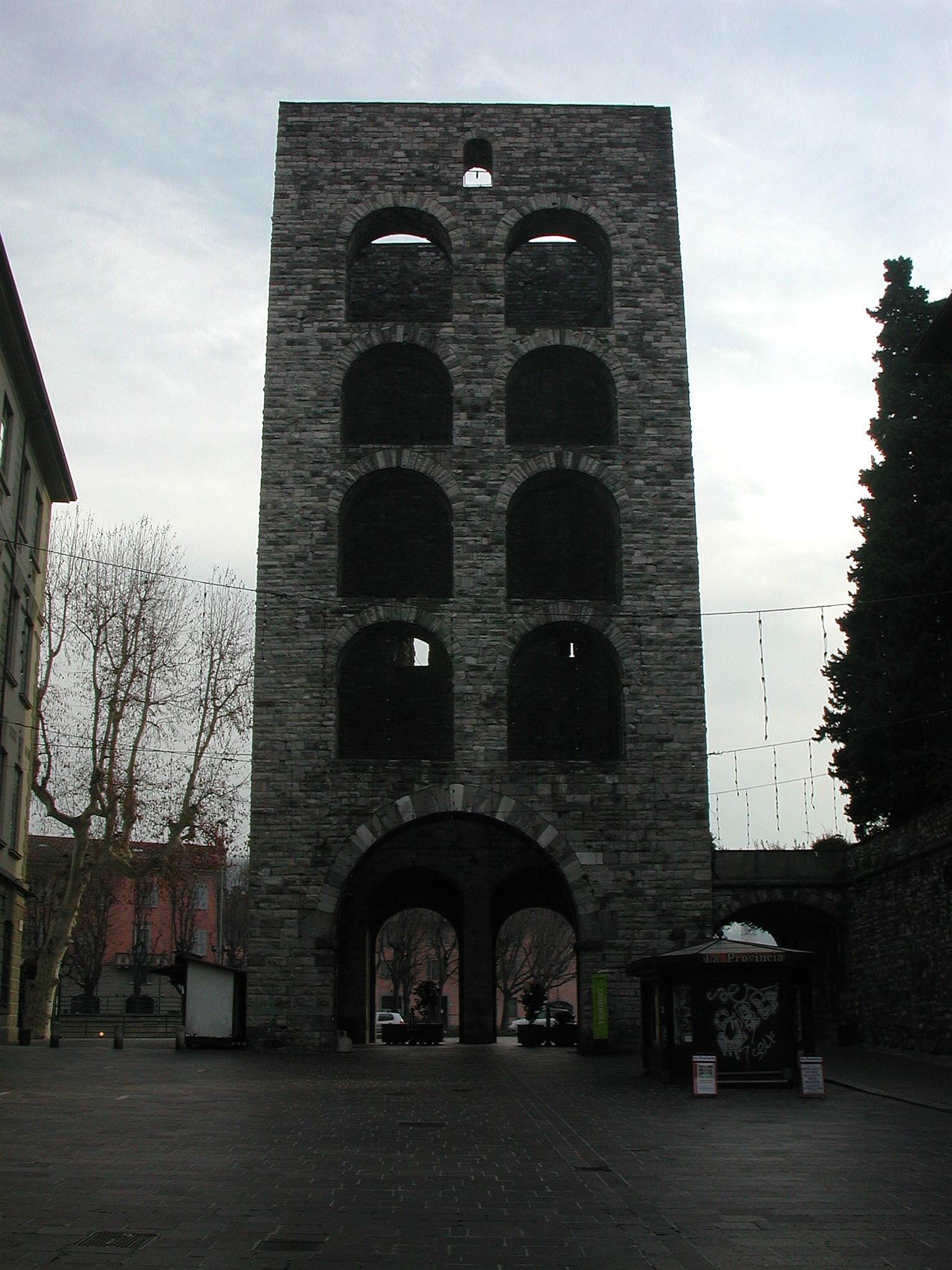
Porta torre
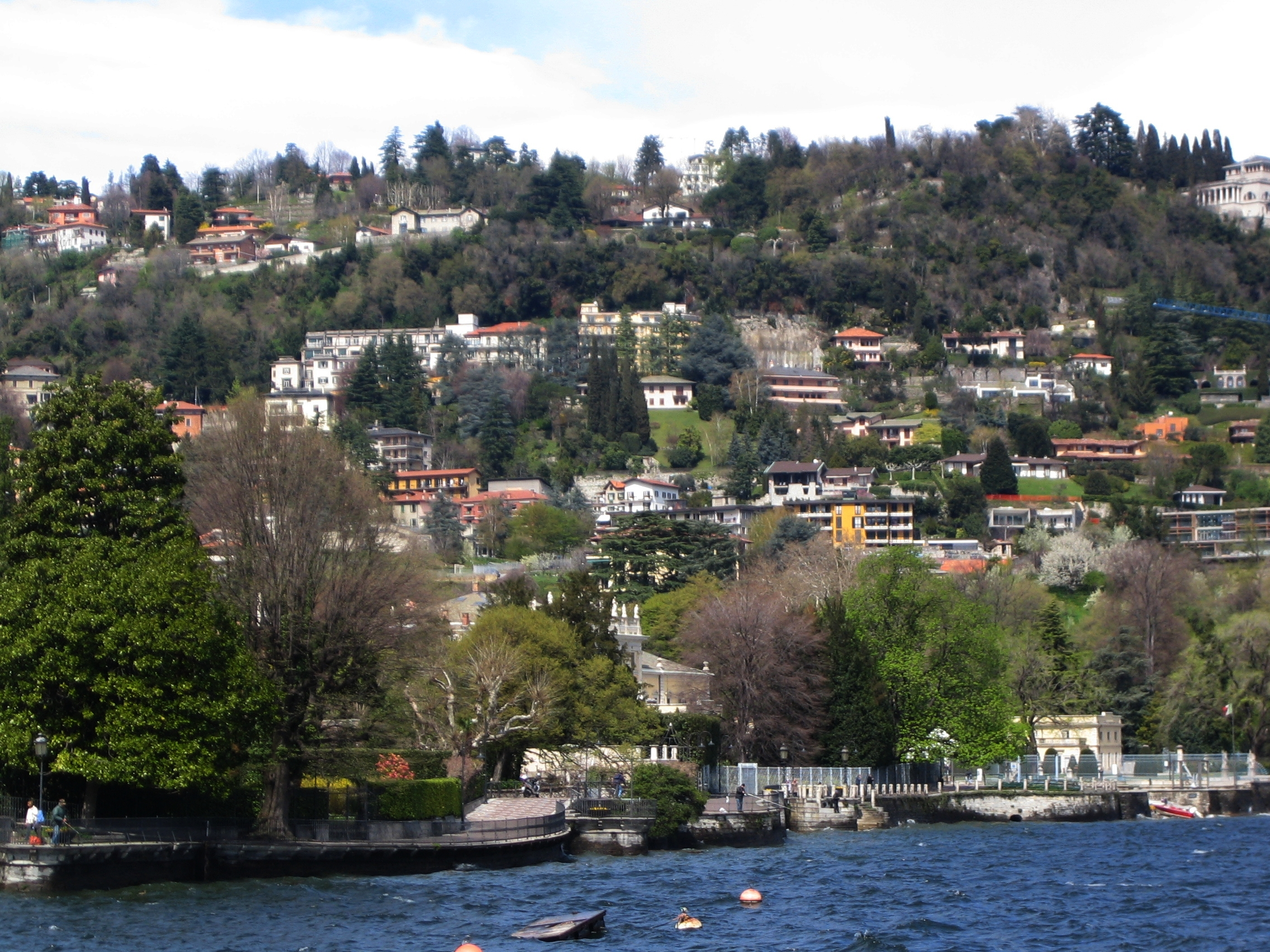
Lungolago
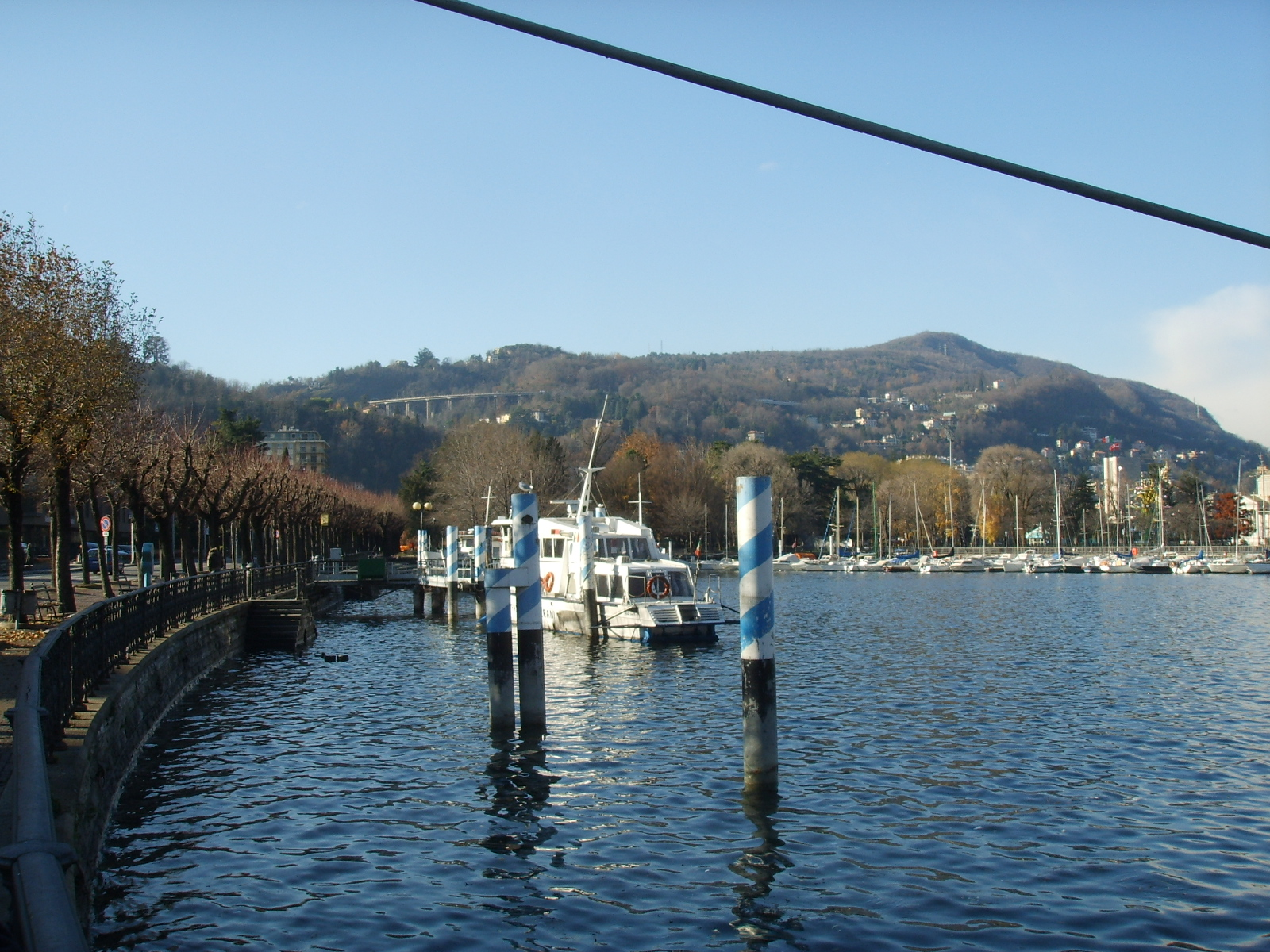
Il lago
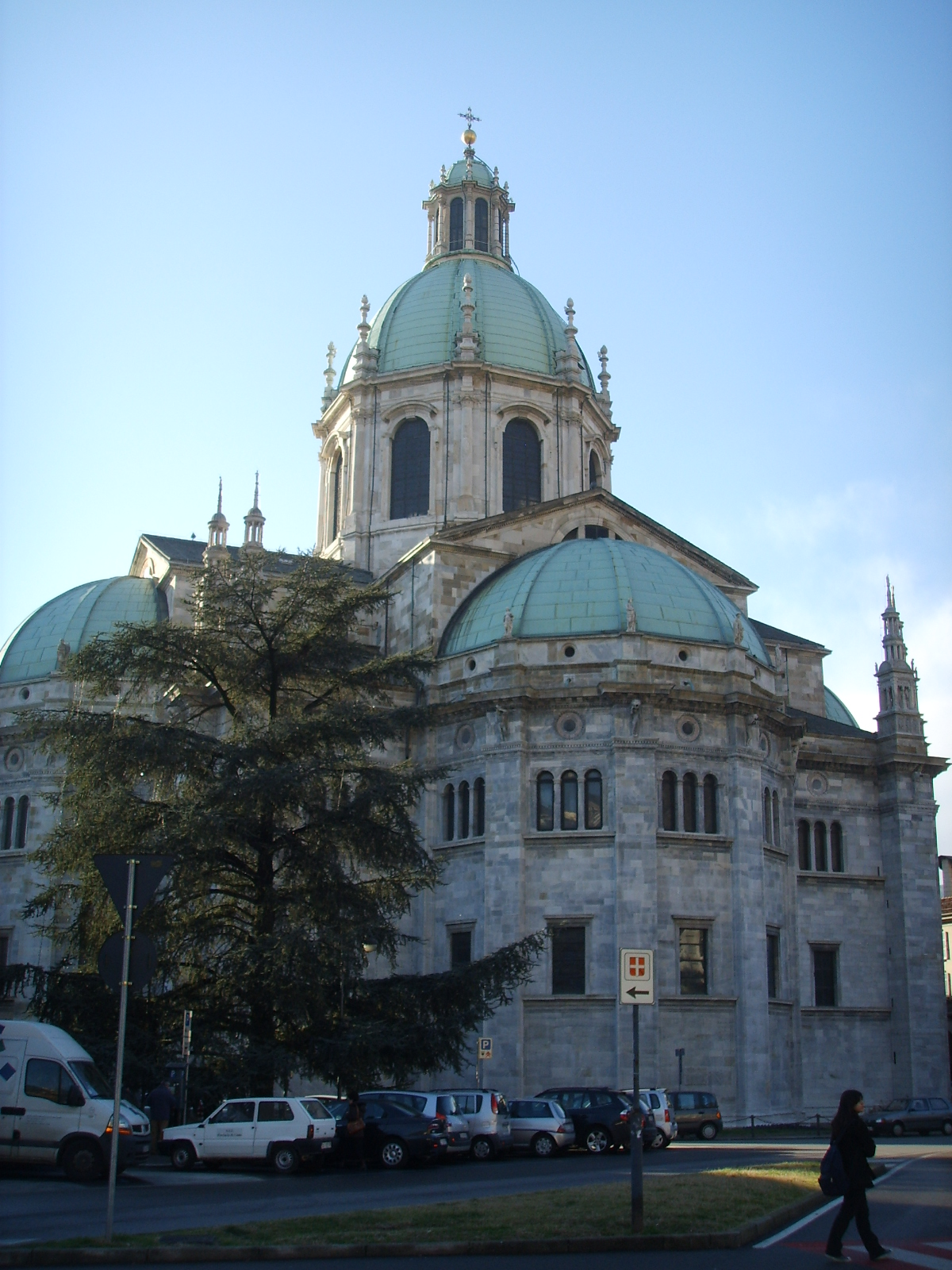
Duomo di Como
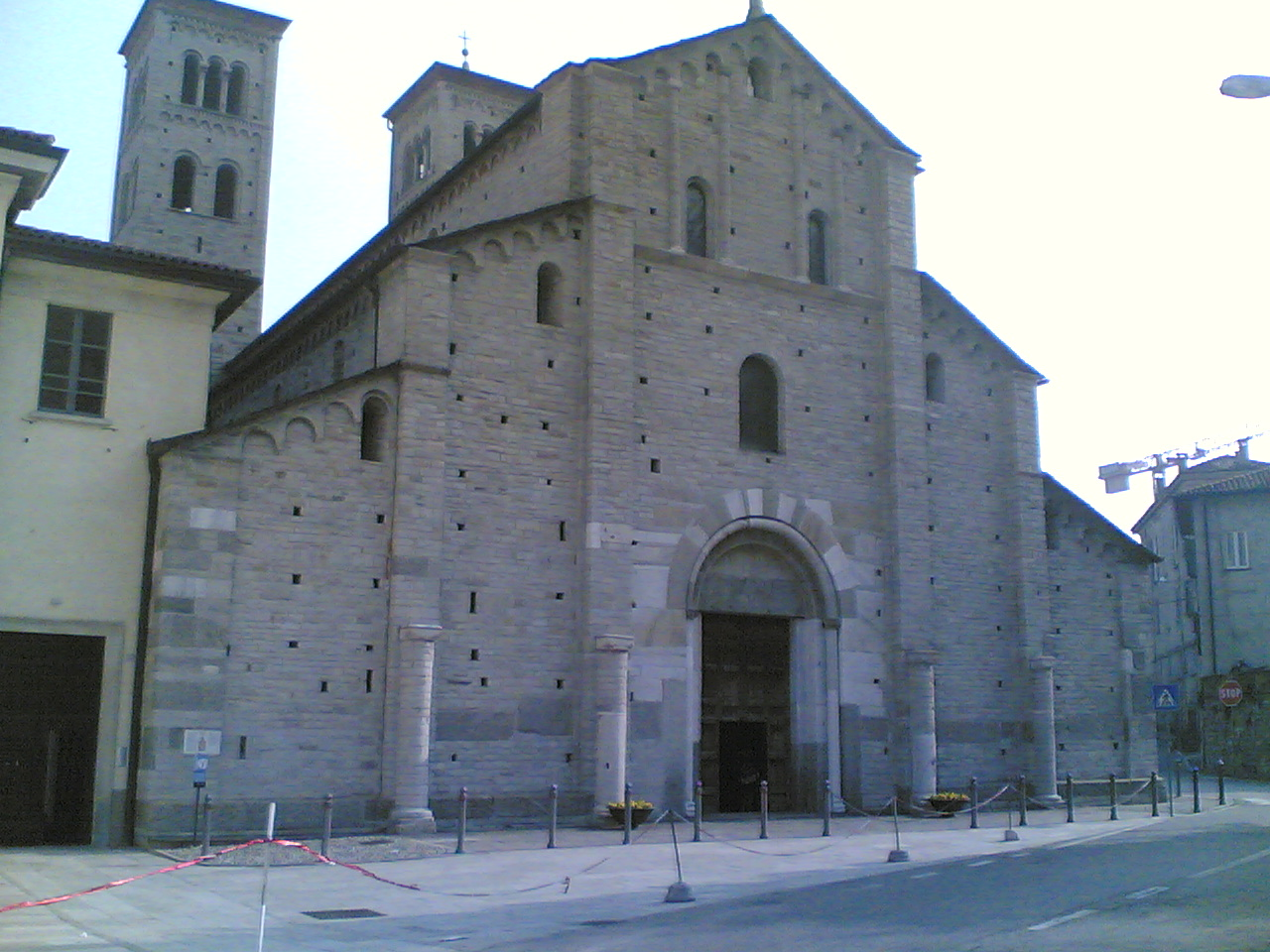
Basilica di Sant'Abbondio
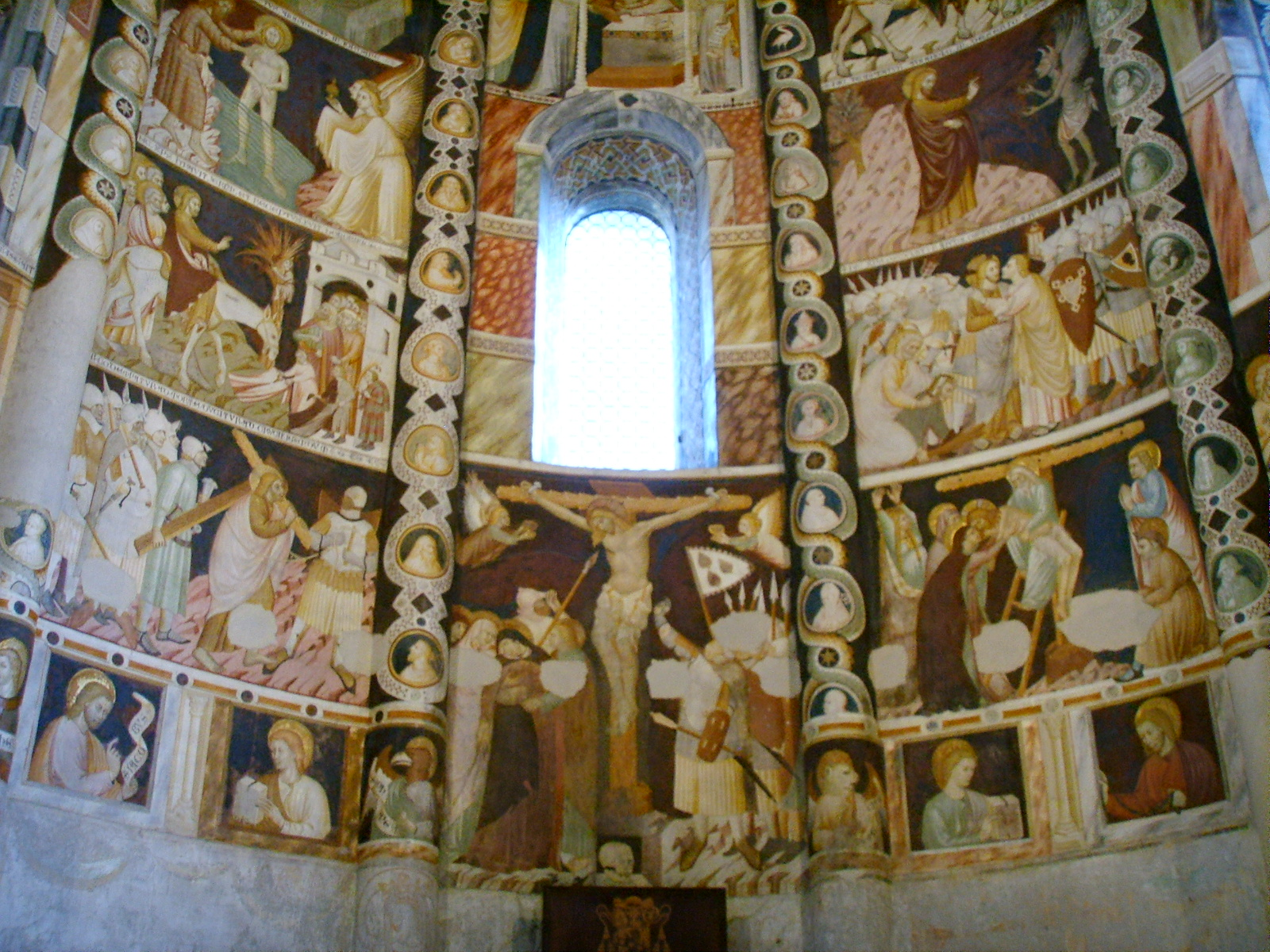
Affreschi dell'abside di sant'Abbondio
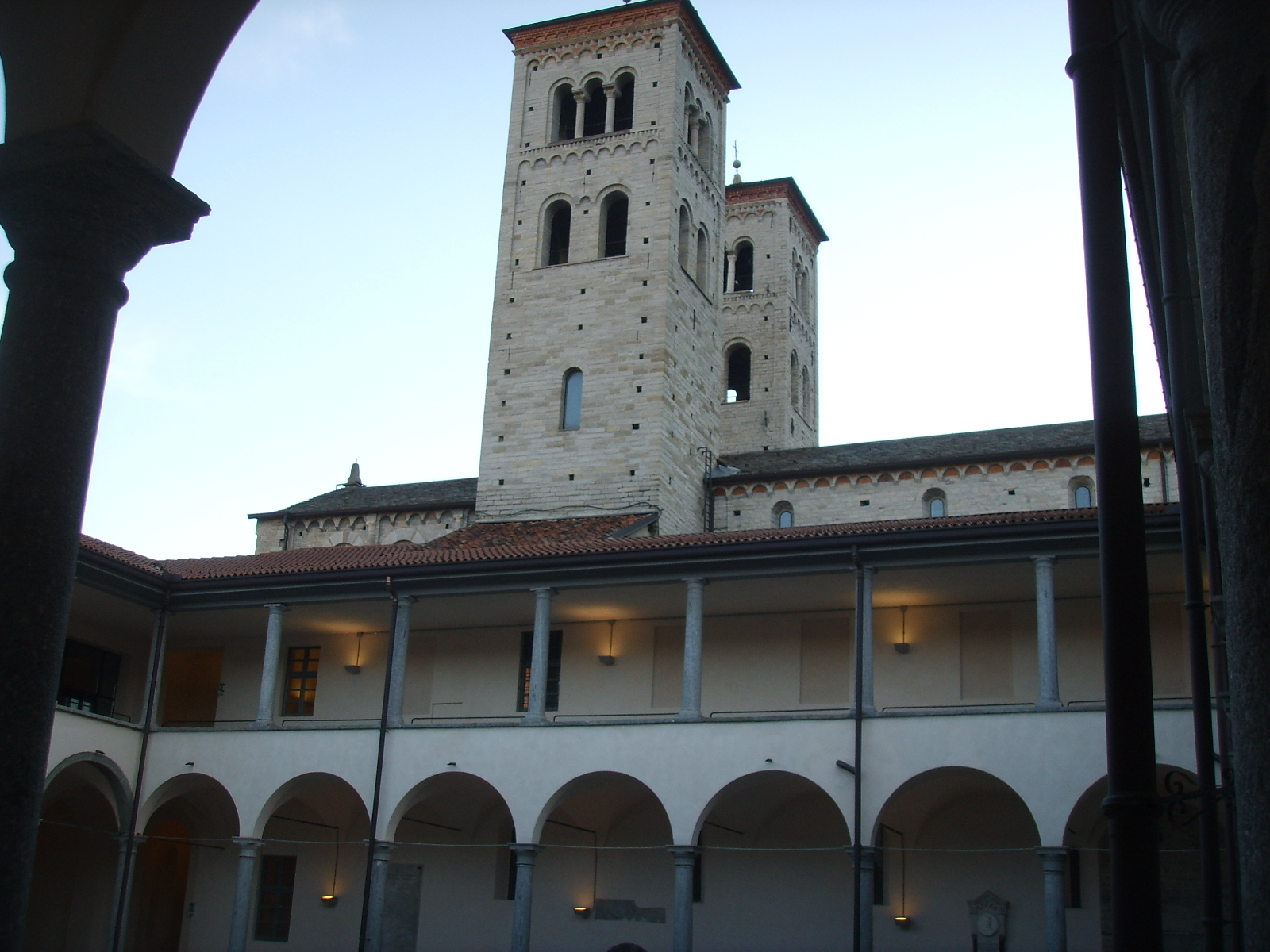
Chiostro ex convento di sant'Abbondio
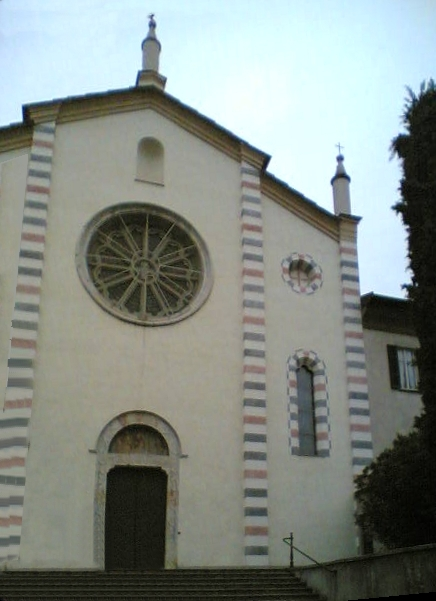
Chiesa di Sant'Agostino
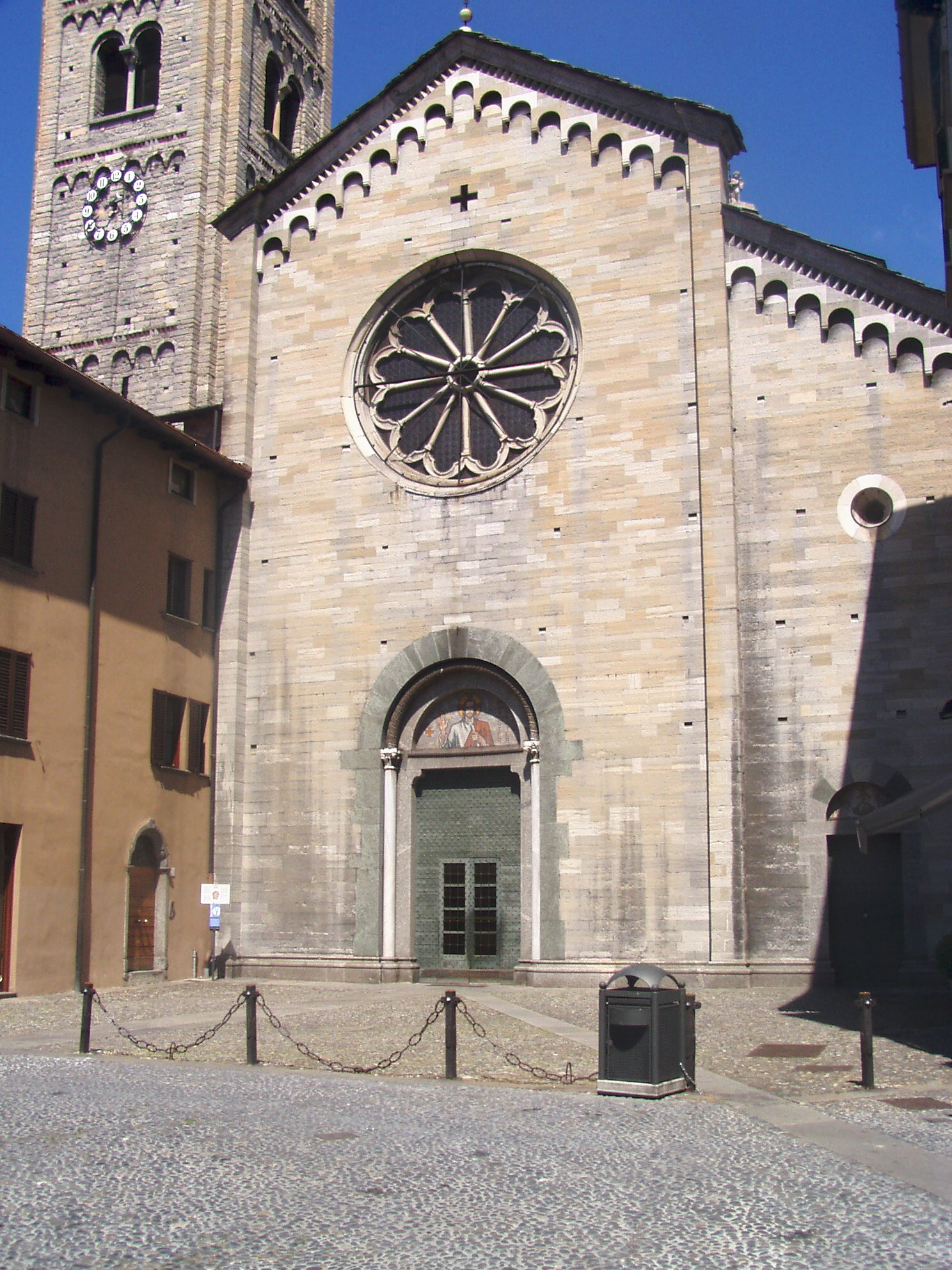
Basilica di San Fedele